# 기디언 애들론
기디언 애들론(Gideon Adlon, 1997년 3월 30일 ~ )은 미국의 배우이다.

## 출연 작품

### 영화
- 배트맨: 더 둠 댓 케임 투 고담 (2023년) - 오라클 역 (목소리)